# گردیان (نهاوند)
گردیان (نهاوند)، روستایی از توابع بخش خزل شهرستان نهاوند در استان همدان ایران است.

## جمعیت
این روستا در دهستان خزل شرقی قرار دارد و براساس سرشماری مرکز آمار ایران در سال ۱۳۹۵، جمعیت آن ۵۰۶ نفر (۱۵۳خانوار) بوده‌است.
این روستا در جنوب غربی استان همدان قرار دارد. از جاذبه‌های این روستا می‌توان به تپه گاوکش اشاره کرد.

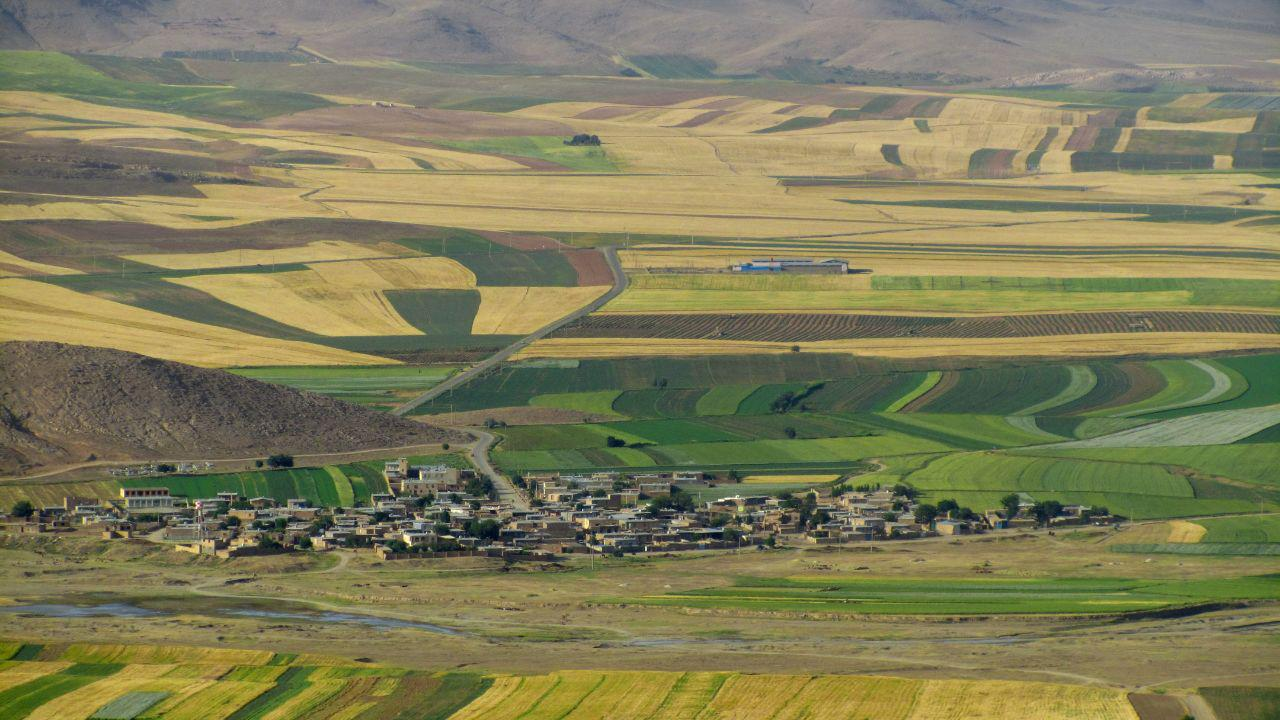
Gerdian village